# Råsted Kirke (Holstebro Kommune)
 For alternative betydninger, se Råsted Kirke. (Se også artikler, som begynder med Råsted Kirke)
Råsted Kirke ligger lige nord for landsbyen Råsted i Idom-Råsted Sogn, Holstebro Kommune (Viborg Stift), tæt på Lilleå.

## Bygning og inventar
Skibet og koret er opført i kvadre i romansk stil. Tårnet og våbenhuset er hvidkalkede.
Altertavlen er fra 2012 og udført af Paul M. Cederdorff. Motivet er den opståede Jesus på en blå baggrund.

## Historie
Råsted Kirke stammer fra 1100-tallet, idet dog tårnet og våbenhuset er bygget til senere, omkring 1490.